# Przekierowanie poczty elektronicznej
Przekierowanie poczty elektronicznej – działanie polegające na automatycznym przekierowaniu poczty przychodzącej na dany adres poczty elektronicznej, na inny adres poczty elektronicznej. Operacja taka jest wykonywana przez program poczty elektronicznej, najczęściej Mail Transfer Agent (MTA) po stronie serwera poczty elektronicznej lub Mail Retrival Agent po stronie klienta poczty elektronicznej.